# Grand Prix d'été de combiné nordique 1998
Navigation
1996 1999
L'édition 1998 du Grand Prix d'été de combiné nordique s'est déroulée les 26 août et 29 août 1998, en deux épreuves disputées sur deux sites différents, tous en Allemagne : l'épreuve porte aussi le nom de Mitteldeutscher Sommer Grand Prix 1998 (le Grand Prix d'été d'Allemagne centrale).
Ce Grand Prix d'été est considéré par la FIS comme étant le premier, et ce malgré l'organisation des Grands Prix 1995 et 1996.
Les épreuves se sont déroulées à Wernigerode et à Klingenthal.
| \| Wernigerode Klingenthal \| Les deux sites de compétition |
| Wernigerode Klingenthal                                     |

## Calendrier
| Date           | Type d'épreuve       | Nombre de partants | Nombre de nations représentées | Vainqueur     | Deuxième      | Troisième      | Leader du Grand Prix |
| 1. Wernigerode |                      |                    |                                |               |               |                |                      |
| 26 août 1998   | Épreuve individuelle | 27                 | 4                              | Matthias Looß | Mario Stecher | Felix Gottwald | Matthias Looß        |
| 2. Klingenthal |                      |                    |                                |               |               |                |                      |
| 29 août 1998   | Épreuve individuelle | 56                 | 5                              | Matthias Looß | Jens Gaiser   | Cyrill Murer   | Matthias Looß        |

## Classement
| Rang | Athlète          | Points |
| ---- | ---------------- | ------ |
| 1.   | Matthias Looß    | 50     |
| 2.   | Jens Gaiser      | 25     |
| 2.   | Felix Gottwald   | 25     |
| 4.   | Andreas Hartmann | 20     |
| 4.   | Mario Stecher    | 20     |
| 6.   | Urs Kunz         | 18     |
| 7.   | Cyrill Murer     | 15     |
| 8.   | Roman Perko      | 14     |
| 9.   | Sepp Buchner     | 13     |
| 9.   | Sven Koch (de)   | 13     |